# Waloddi Weibull

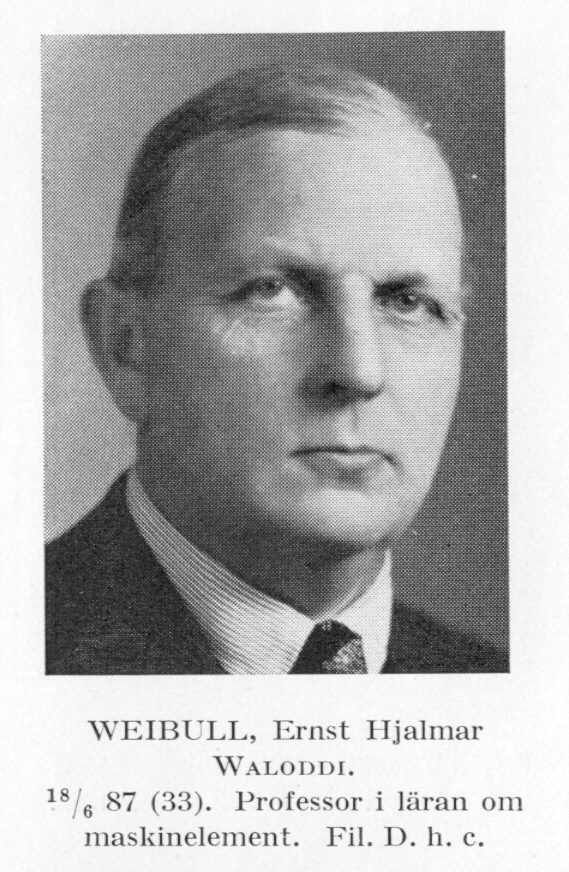
Waloddi Weibull

Ernst Hjalmar Waloddi Weibull (1887–1979) – szwedzki inżynier, matematyk i fizyk. W publikacji z 1939 r. pt. A statistical theory of the strength of material przedstawił tzw. rozkład Weibulla, nowy rozkład prawdopodobieństwa mający zastosowanie w modelowaniu zjawiska siły zrywającej materiał. W 1940 r. Weibull otrzymał Nagrodę Polhema (szw. Polhemspriset) za opracowanie statystycznej teorii wytrzymałości metali.